# Mount Shuksan
Mount Shuksan is een vergletsjerde berg in het North Cascades National Park in de Amerikaanse staat Washington. Hij ligt in Whatcom County, zestien kilometer ten noordoosten van Mount Baker en ongeveer achttien kilometer ten zuiden van de grens met Canada.

## Externe links

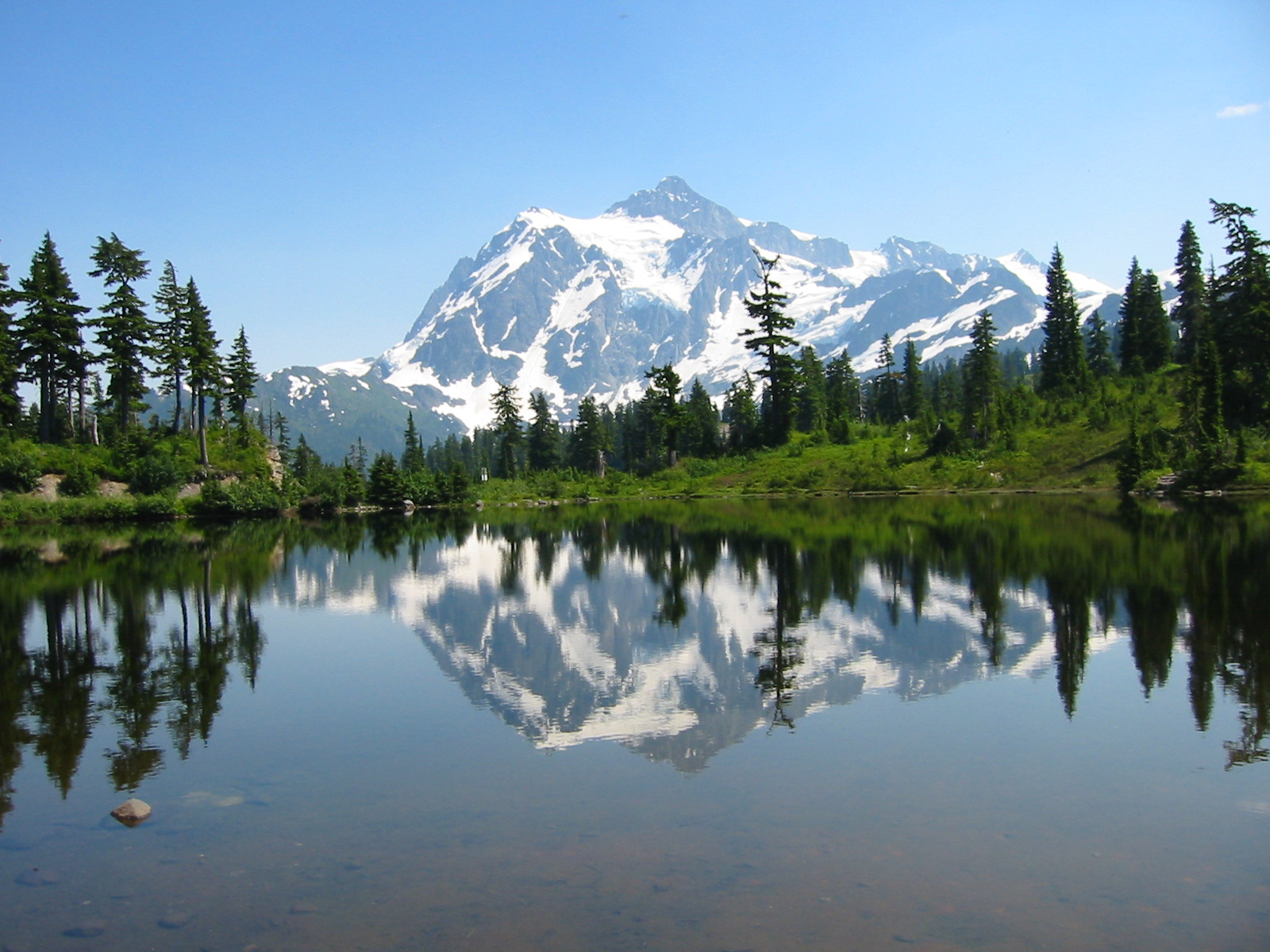
Mount Shuksan